# 페르디카스

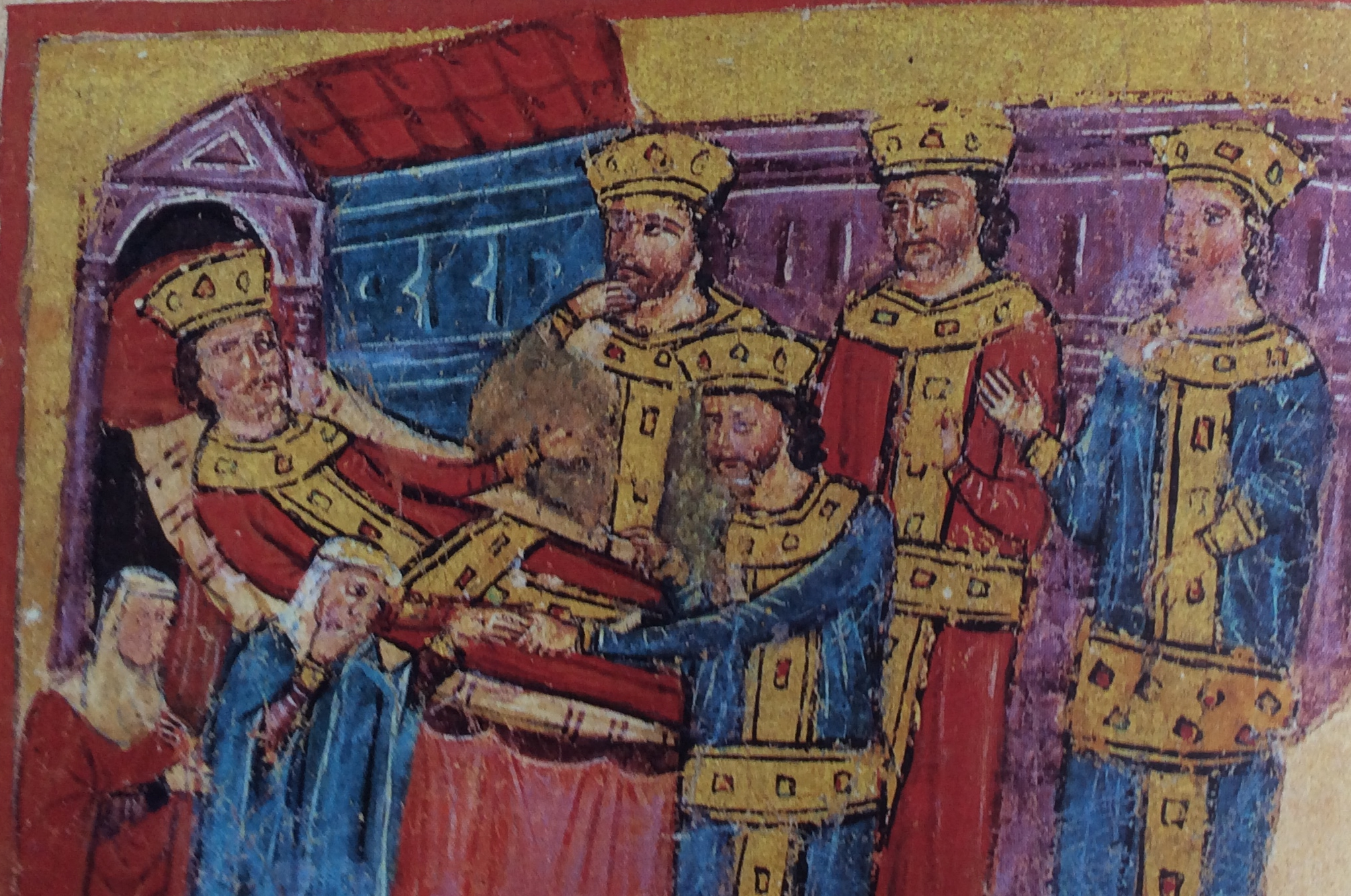

페르디카스(고대 그리스어: Περδ? κκα?, 라틴어: Perdiccas, ? - 기원전 321년 또는 기원전 320년)는 알렉산더 3세를 모신 마케도니아 왕국의 장군이며, 디아도코이 중 한 사람이다. 알렉산더 대왕과 함께 페르시아 원정에 참가했다. 알렉산더의 갑작스런 죽음으로 제국의 총사령관이 되었고, 지적 장애인이었던 알렉산더 대왕의 이복형제 필리포스 3세의 섭정이 되었다.
그는 알렉산더 대왕이 일군 제국의 통치권을 위해 싸운 최초의 디아도코이였지만, 권력을 강화하고 제국을 통제하려는 그의 시도는 안티파트로스, 크라테로스, 안티고노스와 같은 다른 핵심 장군들의 반발을 사서 반란을 일으키게 한다. 이 강력한 연합과 프톨레마이우스와 같은 다른 장군들의 도발에 이집트를 침공하지만, 부하 병사들의 손실만 가져왔고, 반란으로 이어져 그를 죽이게 된다.

## 가문
아리아노스에 따르면, 페르디카스는 마케도니아의 지방 오레스티스에서 독립한 왕자의 후손이었던 마케도니아 귀족 오론테스의 아들이다. 그의 실제 출생일은 알려져 있지 않지만, 알렉산더 대왕과 비슷한 연배인 것으로 보인다.

## 알렉산더 대왕의 원정
기원전 335년 필리포스 2세의 암살을 틈타 마케도니아에 무장봉기를 일으킨 테바이와 전투가 벌어졌다. 디오도로스에 따르면 여러 전쟁은 알렉산더 3세의 지시에 따라 이루어졌지만 테바이 측에서의 맹렬한 공격으로 일시적으로 후퇴를 할 수밖에 없었다. 전투의 끝이 가까워지자 페르디카스는 새로운 명령을 받았다. 전투의 마지막 단계에서 방비가 허술해진 후문으로 별동대를 이끌고 시내로 돌입하도록 명령을 받은 페르디카스는 후문을 공격하여 주변을 돌아 시내 돌격에 성공했다. 아리아노스에 따르면 진영 경비 책임을 맡고 있을 때 페르디카스는 알렉산더의 명령을 기다리지 않고 적의 방책을 공격해서 다른 부대도 가담하면서 큰 전투가 되었다. 페르디카스는 테바이 군의 전초 부대를 격파했지만, 적의 두 번째 공격으로 부상을 입고 후송되었다. 그 후, 테바이는 함락당했다. (이 외에도 있는 아리아노스와 클레이타르코스 계나 디오도로스의 내용 차이는 후년 페르디카스와 정적으로 대립한 프톨레마이오스를 글에서 최대한 활용하여 페르디카스의 명예와 업적을 삭제하거나 변조한 결과를 아리아노스가 참고 문헌으로 한 데 따른 것이다.) 또한 알렉산더의 북벌에 페르디카스도 참여하고 왕의 지휘 하에 글라우키아스와 클레이토스를 야습하여 물리쳤다.
페르디카스는 알렉산더의 동정에 참여하여 〈그라니코스 전투〉, 〈이수스 전투〉, 〈가우가멜라 전투〉 등 주요 대규모 작전에 참전해서 중장보병 부대를 지휘했다. 클레이타르코스 계 자료에 따르면 페르디카스는 가우가멜라 전투에서 코이노스, 메니다스와 함께 중상을 입었다.
또한 소그디아나에서는 알렉산더가 적을 대비해 군을 다섯 개의 부대로 나누어 페르디카스가 세 번째 부대를 지휘했다. 팔레이타카이에서는 레온나토스, 프톨레마이오스와 함께 성채 공략을 위한 공사를 감독하였다.

기원전 324년 헤파스티온이 병사하자 알렉산드로스에서 헤파스티온의 시신을 맡아 바빌론에서 장례식을 올렸다. 이후, 헤타이로이의 지휘관 자리를 이어 동시에 천인 대장의 임무를 맡았다.

## 알렉산더의 사후
페르디카스는 임종을 맞은 알렉산더로부터 인주의 반지를 건네받았다. (유니티누스는 이것을 ‘암시적’ 후계자 지명이었다고 기록하였고, 아리아노스는 이 경위가 빠져 있다) 왕의 사후 개최된 바빌론 회의에서 주도권을 잡고 왕의 유복자로 태어나지도 않은 왕비 록사네의 아들(후에 알렉산더 4세)의 임시 후견인이자, 섭정이 되어 제국의 실질적인 최고 자리에 올랐다.
그 때, 페르디카스는 알렉산더의 이복동생인 아리다이오스를 지지하는 보병과 그에 영합한 무장 멜레아그로스와의 갈등으로 하마터면 살해당할 뻔했다. 기병과 다른 여러 장군의 지지를 얻었던 페르디카스는 보병들을 연설로 설득하고 화해를 했다. 우선 아리다이오스를 왕으로 삼고, 왕비 록사네가 낳은 자식이 남자 아이라면 공동통치자로 삼아 그 아이의 후견인이 되기로 멜레아그로스와도 타협을 했다. 그러나 그 직후에 신전으로 도망친 멜레아그로스를 살해했다.
그 후, 페르디카스는 바빌론 회의에서 아직 정복되지 않은 카파도키아를 할당받은 동지 에우메네스를 돕기 위해 카파도키아로 원정을 가서 그곳의 왕 아리아라테스 1세를 무너뜨렸다.
또한 자신의 세력의 안정화를 위해 중신 안티파트로스와의 제휴를 꾀하며 그의 딸 니케아와의 결혼을 제의했다. 그러나 페르디카스를 자신의 편으로 끌어들이려고 생각했던 알렉산더 3세의 어머니 태황후 올림피아스는 자신의 딸 클레오파트라와의 결혼을 권했다. 그래서 페르디카스는 일단 안티파트로스의 딸과 결혼하고, 바로 이혼을 하여 클레오파트라와 결혼하려고 했다. 안티파트로스는 그러한 처사에 분노했고, 그를 경계하던 크라테로스, 프톨레마이오스, 안티고노스 등의 여러 장군과 함께 대 페르디카스 동맹을 맺고 전쟁의 단계가 되었다. 페르디카스는 자신의 사람으로 소아시아에 여러 장군을 배치하고, 그곳의 전투를 에우메네스에게 맡기고, 자신은 프톨레마이오스를 멸하기 위해 군대를 이끌고 이집트로 향했다. 그러나 나일강을 건너지 못하고, 낙심한 군인들이 반란을 일으켜 페이튼, 안티게네스, 셀레우코스 등에 의해 암살되었다.